# Теодора Кантакузина (съпруга на Алексий IV)
Вижте пояснителната страница за други личности с името Теодора Кантакузина.
Теодора Кантакузина (на гръцки: Θεοδώρα Καντακουζηνή Μεγάλη Κομνηνή; * ок. 1382, † 12 ноември 1426) е трапезундска императрица, съпруга на император Алексий IV Велики Комнин.

## Биография
Изследователите не са на единно мнение относно произхода на Теодора. Една от хипотезите е, че тя е дъщеря на Теодор Кантакузин (син на Димитър I Кантакузин) и Ефросина Палеологина.
Родена около 1382 г. в Константинопол, Теодора е 13-годишна, когато е омъжена за Алексий IV, по това време съимператор. От 1417 г. със смъртта на нейния свекър Мануил III Велики Комнин, съпругът ѝ остава единствен владетел на Трапезундската империя и заедно с него Теодора става императрица.
Според хрониката на Лаоник Халкокондил Теодора се славела с красотата си и нейният син Йоан IV Велики Комнин я обвинява в любовна връзка с протовестиария в трапезундския императорски двор, но в други извори е описана като предана и любяща съпруга. Така или иначе Йоан избягва в Грузия и се завръща в Трапезунд едва след смъртта на Теодора.

## Потомство
Алексий IV и Теодора Кантакузина имат пет деца:
- Йоан IV Велики Комнин, император на Трапезунд от 1429 до 1460 г.
- Мария Велика Комнина, омъжена за император Йоан VIII Палеолог
- Александър Велики Комнин, съимператор заедно с баща си
- Давид II Велики Комнин, последния император на Трапезунд (1458 – 1461)
- дъщеря